# Németország politikája
Németország demokratikus föderális parlamentáris köztársaság. A szövetségi szintű törvényhozás Németországban a Bundestag (a német szövetségi parlament) és a 16 szövetségi államot (Länder) képviselő Bundesrat (Szövetségi Tanács) joga.
Németországban többpártrendszer van, amelyen belül a két fő erő hagyományosan a kereszténydemokrata uniópártok (a Kereszténydemokrata Unió, röviden CDU, illetve a Bajor Keresztényszociális Unió, vagy CSU) és a Szociáldemokrata Párt (SPD). A német igazságszolgáltatás független a végrehajtó hatalomtól és a törvényhozástól. A jelenlegi német politikai rendszer alapjait az 1949-es alaptörvény (Grundgesetz) fektette le, amelyen kisebb módosításokat hajtottak végre az 1990-ben végrehajtott német újraegyesítést követően.
Az alaptörvény az egyéni szabadságjogok védelmét hangsúlyozza, és hosszasan felsorolja az emberi és polgári jogokat. Elkülöníti a szövetségi és a tartományi hatalmat, illetve a törvényhozó, végrehajtó és bírói hatalmi ágakat.
Nyugat-Németország 1958-ban alapító tagja volt az Európai Közösségeknek, amiből 1993-ban Európai Unió lett. Része a schengeni övezetnek, és 1999-es alapítása óta az eurózónának. Tagja az Egyesült Nemzetek Szervezetének (ENSZ), a NATO-nak, a G8-as és a G20-as országcsoportnak és a Gazdasági Együttműködési és Fejlesztési Szervezetnek (OECD).

## A német alkotmány
Németország alkotmánya az 1949. május 8-án elfogadott alaptörvény (németül Grundgesetz). Május 23-án lépett életbe, miután a második világháborúban győztes szövetséges hatalmak május 12-én jóváhagyták. Nyugat-Németország alkotmánya lett, hiszen az ország szovjet megszállás alatt lévő keleti fele a háború után nem lett a Német Szövetségi Köztársaság része. A keleti országfélre az 1990-es német újraegyesítés után terjedt ki az érvénye, akkor módosították is. Az alaptörvény igyekezett kiküszöbölni a korábbi weimari alkotmány azon feltételezett hibáit, amelyek nem tudták megakadályozni a náci párt egyeduralomra kerülését 1933-ban.

## A végrehajtó hatalom

### Az államfő

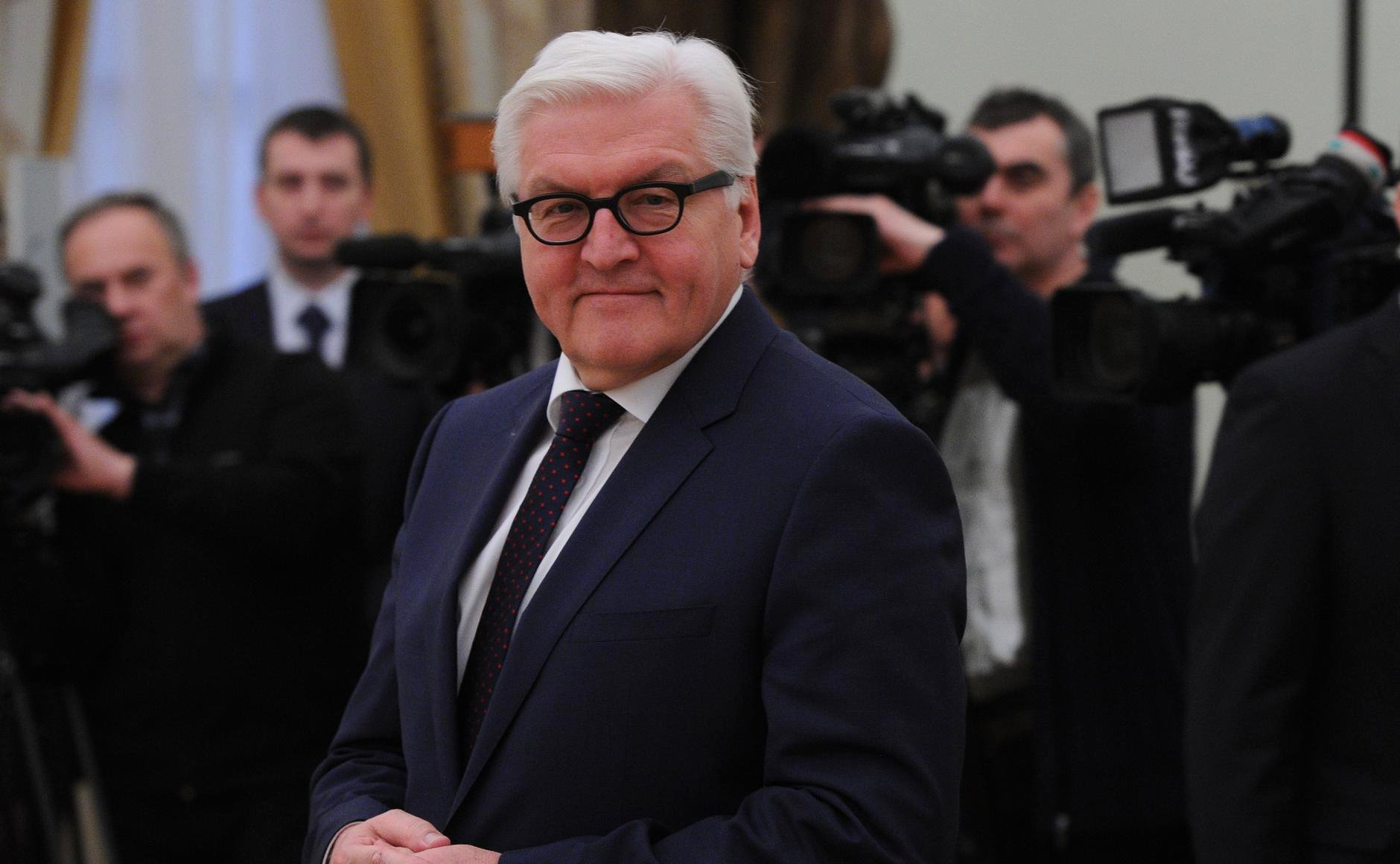
Frank-Walter Steinmeier (SPD) – Németország 12. államfője

A német államfő a szövetségi elnök, hivatalos német titulusával Bundespräsident der Bundesrepublik Deutschland, azaz a Német Szövetségi Köztársaság Szövetségi Elnöke. Németország parlamentáris, nem elnöki rendszerű demokrácia, tehát a kormányt nem az elnök vezeti, hanem egy külön kormányfő, a kancellár, az államelnök szerepe pedig jórészt ceremoniális. A szövetségi elnök döntéseivel és nyilvános megjelenéseivel a német államot, illetve annak legitimitását és egységét reprezentálja, integratív szerepet várnak el tőle. Hivatalos döntései szinte kivétel nélkül csak akkor érvényesek, ha egy kormánytag is ellenjegyezte őket.
Az alkotmány nem kötelezi arra az elnököt, hogy tartózkodjon politikai vélemények kinyilvánításától. Elvárják, hogy segítsen irányt szabni a vitáknak, de a pártpolitikához való kötődés nélkül. A legtöbb elnök megválasztása előtt aktív politikus volt, és ez azt jelentette, hogy elnökké választása után változtatnia kellett politikai stílusán.
Az alaptörvény 59. szakaszának első bekezdése szerint a szövetségi elnök képviseli a Német Szövetségi Köztársaságot nemzetközi ügyekben, szerződéseket köt más államokkal és ő akkreditálja a diplomatákat.
Egy szövetségi törvény azután lép életbe, hogy az elnök aláírta. Vétójoga nincs. 2017 óta az elnök Frank-Walter Steinmeier. 
Politikai szerepei közé tartozik az új kormány kinevezése, illetve a Bundestag, a szövetségi parlament feloszlatása. Ez többnyire rutin, de politikai instabilitás idején az elnök szerepe fontos lehet. Az alaptörvény 81. szakasza szerint törvénykezési szükségállapotban akár a Bundestag ellenében is segítheti a kormányt jogszabályok életbe léptetésében. Eddig azonban még sohasem került rá sor, hogy a német elnök élt volna ezzel a számára fenntartott hatalmi joggal.

### A kormányfő

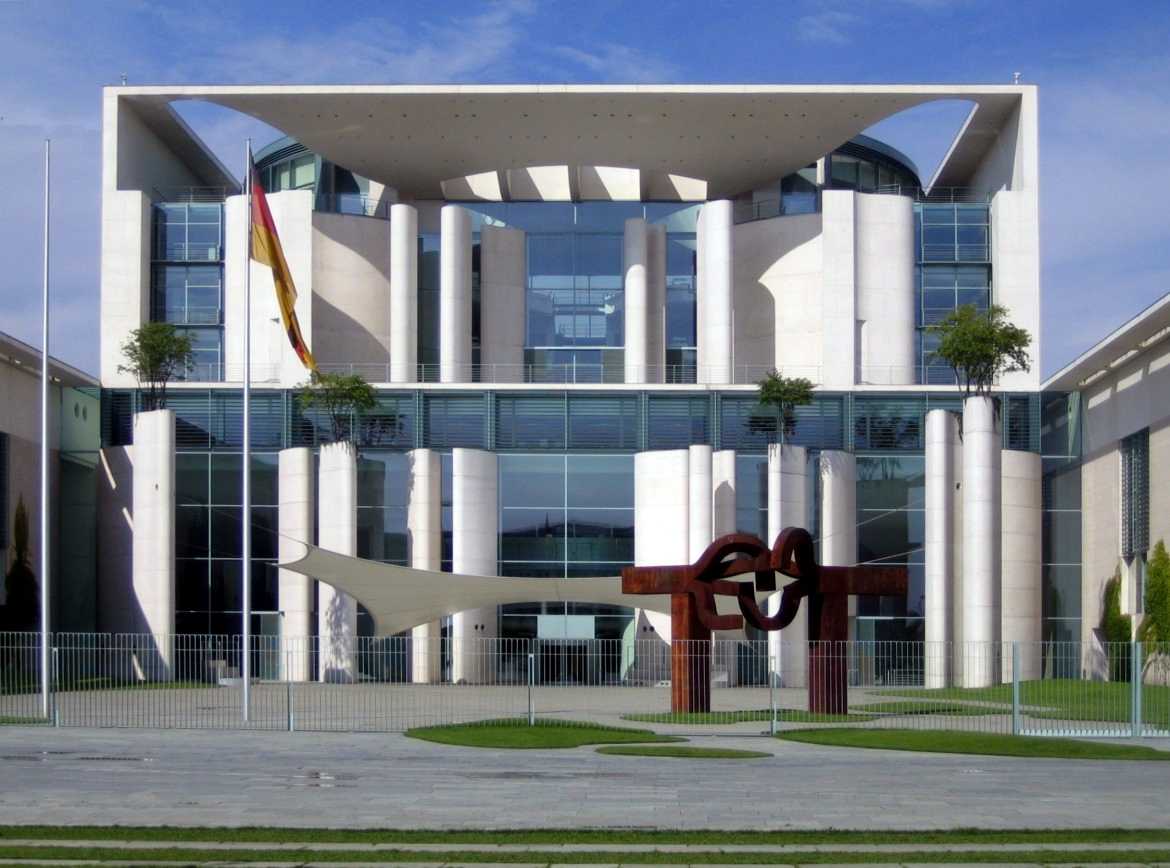
A kancellária Berlinben

A német szövetségi kormány (Bundesregierung) feje a szövetségi kancellár (Bundeskanzler), 2021 óta Olaf Scholz. A kancellárt a szövetségi parlament, a Bundestag választja, és a Bundestagnak felelős. A kormánytagokat, azaz a szövetségi minisztereket a kancellár választja ki.
A kancellárt négyéves mandátuma idején nem lehet elmozdítani, kivéve ha a Bundestag megszavazta utódját. Az ilyen szavazás, a konstruktív bizalmatlansági szavazás azt a Weimari Köztársaságban előállt helyzetet igyekszik megelőzni, amikor a kormányfő nem rendelkezett elegendő támogatottsággal a hatékony kormányzáshoz, a törvényhozás viszont túl megosztott volt ahhoz, hogy kinevezze a kancellár utódját. A jelenlegi rendszer azt sem engedi meg a kancellárnak, hogy előrehozott választást tartasson.
Kivéve az 1969 és 1972, illetve az 1976 és 1982 közötti időszakot, mikor Brandt és Schmidt kancellár Szociáldemokrata Pártja a választásokon másodikként végzett, a kancellárt a választáson első párt adta, és általában két olyan párt támogatta, amelyek többséggel rendelkeztek a Bundestagban.
A  kormánytagok egyike az alkancellár (Vizekanzler). Ez egy fontos pozíció, amit gyakran a kisebbik koalíciós párt kap. 2021 óta Rober Habeck az alkancellár.

### A kormány
A kormány a végrehajtó hatalom legfelsőbb testülete a szövetségi Németországban. A kancellárból és a szövetségi miniszterekből áll. Szervezetét az alaptörvény 62-69 szakaszai írják le.

## A törvényhozás
A szövetségi törvényhozó hatalom megoszlik a Bundestag és a Bundesrat között. A Bundestagot a német szavazók közvetlenül választják. A Bundesrat a tagállamok (Länder) kormányait képviseli. A szövetségi törvényhozásnak vannak kizárólagos jogkörei, és olyanok is, amelyek átfedik a tagállami jogköröket az alkotmányban meghatározott területeken.
A két testület közül a Bundestag a nagyobb hatalmú és csak azokban az esetekben van szüksége a Bundesrat jóváhagyására, mikor olyan jövedelmekről van szó, amelyeken a szövetségi és a tagállami kormányok osztoznak, vagy ha kötelezettségeket rónak a tagállamokra. A gyakorlatban azonban a törvényhozási procedúrákban gyakran van szükség a Bundesrat beleegyezésére, mivel a szövetségi jogszabályokat gyakran tagállami, vagy helyi szerveknek kell végrehajtaniuk. Amennyiben a Bundestag és a Bundesrat közt véleményeltérés alakul ki valamely ügyben, egyeztető bizottságot állítanak fel.

### A Bundestag

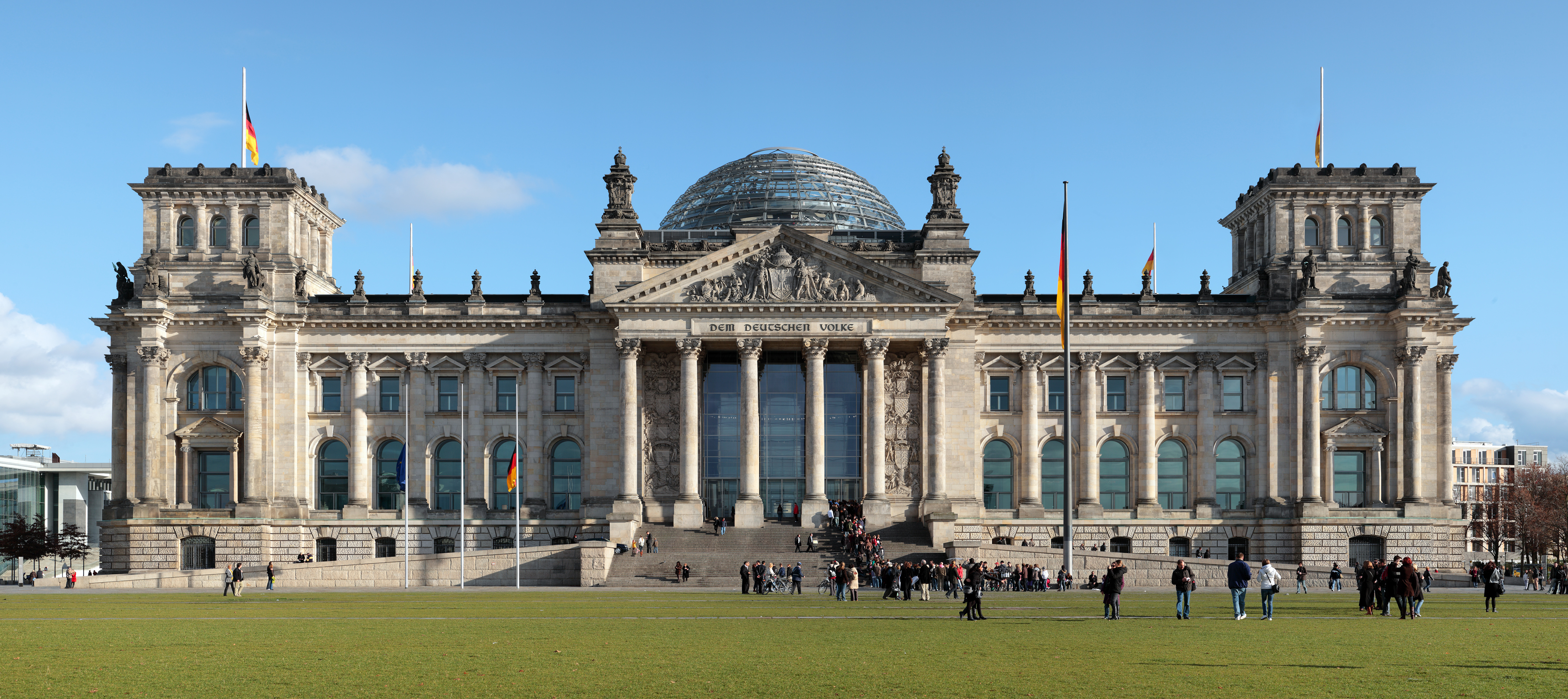
A Bundestag székhelye

A Bundestagot négy évre választják. Alapesetben 598 tagja van, a kiosztott kompenzációs mandátumok miatt azonban mindig valamivel több. Tagjait vegyes arányos rendszerben választják: 299 tagot egyéni választókerületekben, egyszerű többségi szavazással, a második szavazatukat pedig pártlistára adják a szavazók. Azok a pártok, amelyek kevesebb egyéni körzet mandátumát szerzik meg, mint amennyit az országos szavazati arányuk indokolna, kompenzációs mandátumokat kapnak. Azok a pártok ugyanakkor, amelyek több egyéni mandátumot érnek el, minta az országos szavazati arányuk, ezeket megtarthatják. Ezek a többletmandátumok (németül Überhangmandat.) A 2009-ben megválasztott Bundesratan például 24 többletmandátum volt, és így a Bundestag teljes létszáma 622 lett.
Egy párt csak akkor juthat listás mandátumokhoz a Bundestagban, ha megszerzi a szavazatok öt százalékát, vagy ha legalább három egyéni választókerületben nyer. Ez az "öt százalékos küszöb" néven ismert szabály azért került a választási törvénybe, hogy megelőzze a széttöredezést és a sok kis párt bekerülését.
Az első Bundestag választást 1949. augusztus 14-én tartották a Német Szövetségi Köztársaságban. A német egyesülést követően az első választást 1990 december 2-án rendezték. Az utolsó szövetségi választásokat 2021. szeptember 26-án tartották.

## Az igazságszolgáltatás

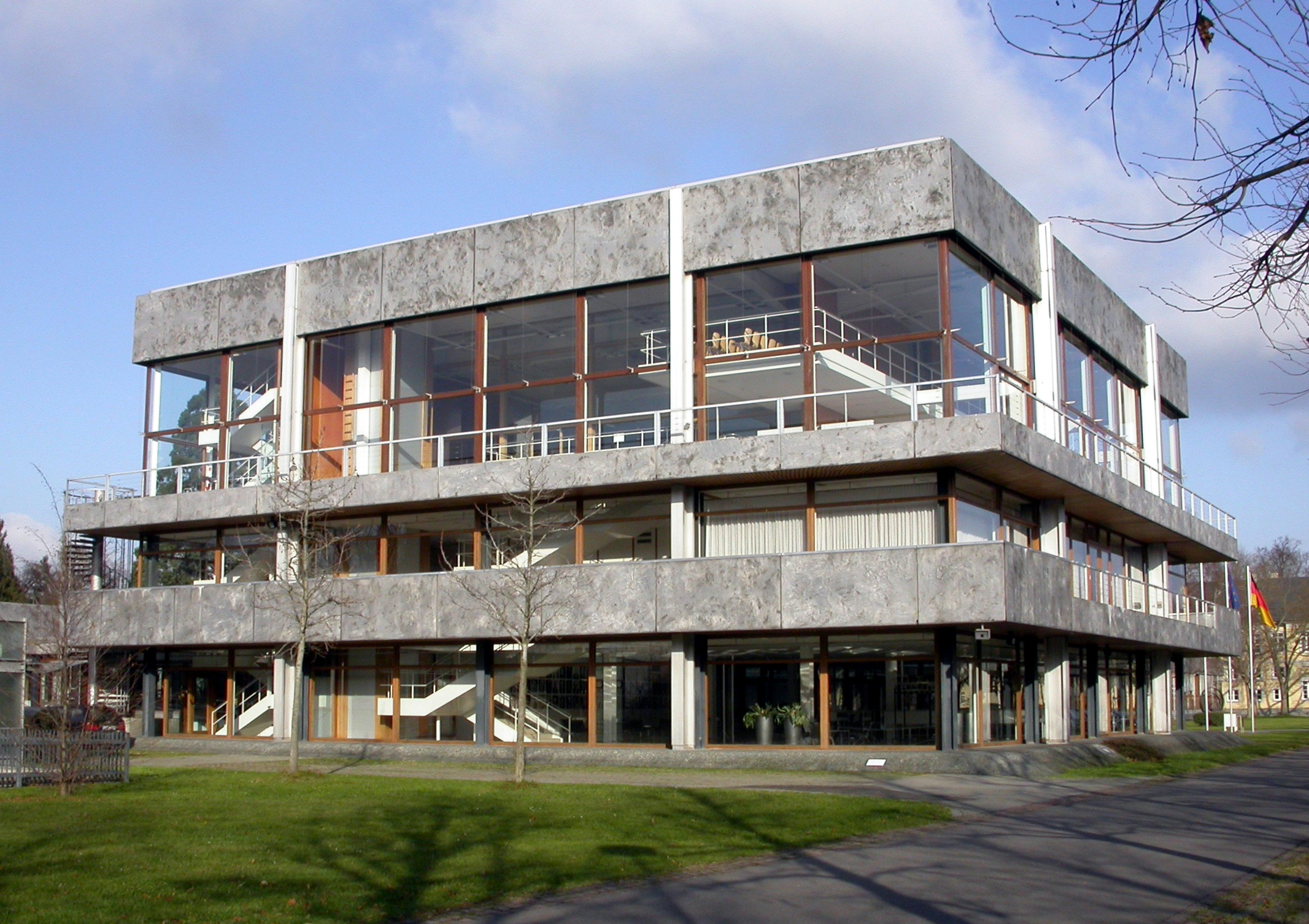
Az alkotmánybíróság Karlsruhéban

A német igazságszolgáltatás a polgári jogi (római jogi) tradíciót követi (szemben a szokásjog alapú rendszerekkel, mint pl. az Egyesült Királyságban). A német igazságszolgáltatási rendszer három típusú bíróságból áll.
- A legnagyobb a rendes bíróságok száma, amelyek a büntetőjogi ügyekkel és a legtöbb polgári üggyel foglalkoznak. A legmagasabb fokú rendes bíróság, és egyúttal a legmagasabb fellebbviteli bíróság a Szövetségi Legfelsőbb Bíróság (Bundesgerichtshof).
- A specializált bíróságok közigazgatási, munkaügyi, szociális, költségvetési és szabadalmi ügyekkel foglalkoznak
- Az alkotmánybíróságok többek közt alkotmányértelmezéssel foglalkoznak. A legmagasabb szintű ilyen testület a Szövetségi Alkotmánybíróság (Bundesverfassungsgericht).

## Külkapcsolatok

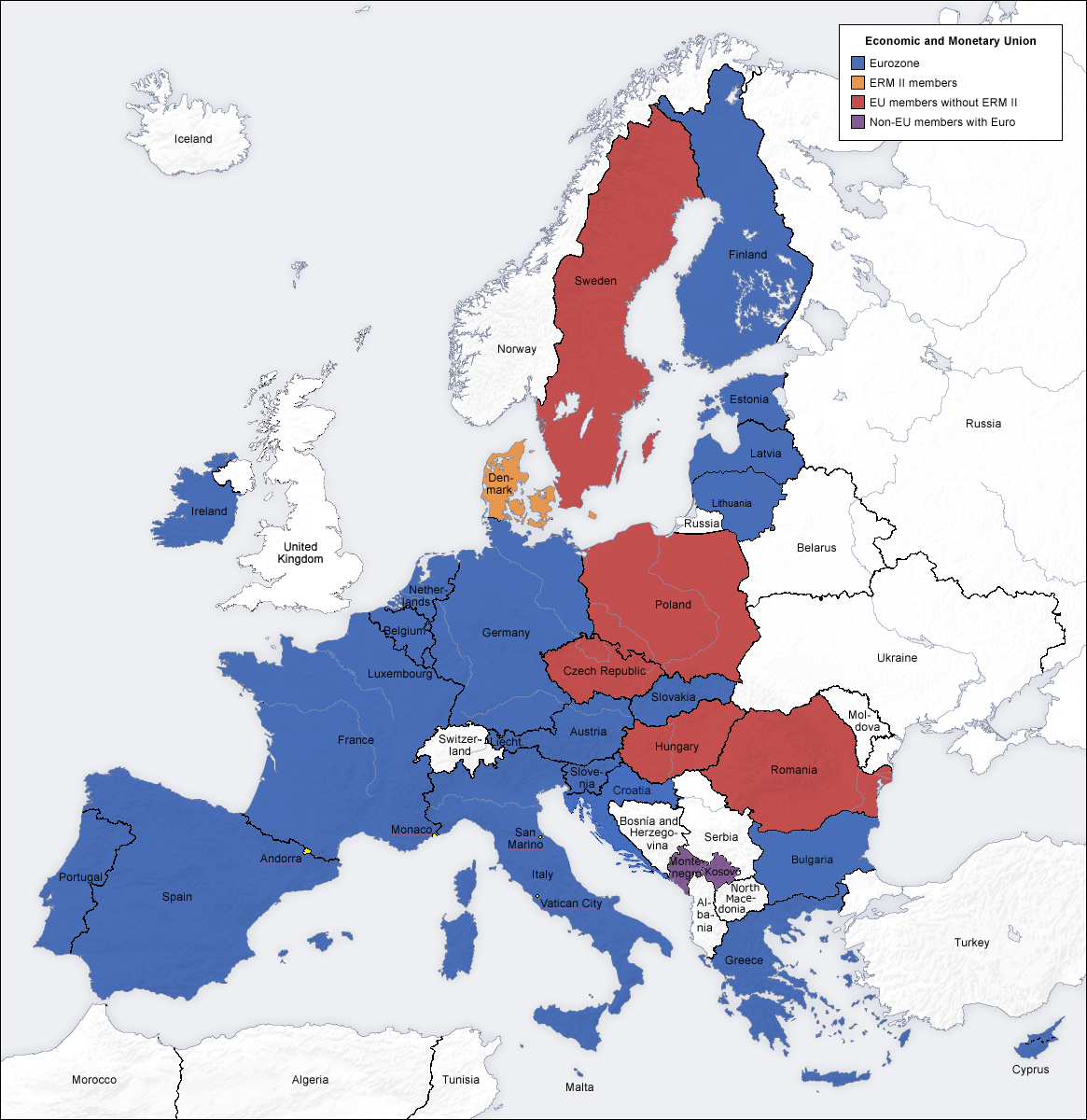
Németország az Európai Unió és az eurózóna tagja

Németországnak 229 diplomáciai képviselete van külföldön, és több, mint 190 országgal áll diplomáciai kapcsolatban. Az Európai Unió költségvetésének a legnagyobb szponzora. (Az EU büdzsé 27 százaléka származik Németországból.) Az ENSZ költségvetésének a harmadik legnagyobb befizetője (nyolc százalékos részaránnyal). Tagja a NATO védelmi szövetségnek, az OECD-nek, a G8 és G20 országcsoportoknak, a Világbanknak és a Nemzetközi Valutaalapnak.
Németország az Európai Unió létrejöttétől kulcsszerepet játszik a szövetségben, és a második világháború óta többé-kevésbé szorosan együttműködik Franciaországgal. Ez a szövetség különösen szoros volt az 1980-as évek végén és az 1990-es évek elején, a kereszténydemokrata (CDU) Helmut Kohl kancellár és a szocialista François Mitterrand elnök idejében. A németek hagyományosan szorosabb politikai, védelmi és biztonsági együttműködés létrehozására törekszenek Európában. Az elvesztett második világháború után Németország nemzetközi kapcsolataiban meglehetősen visszafogott volt, történelmi okokból, és mert meg volt szállva.

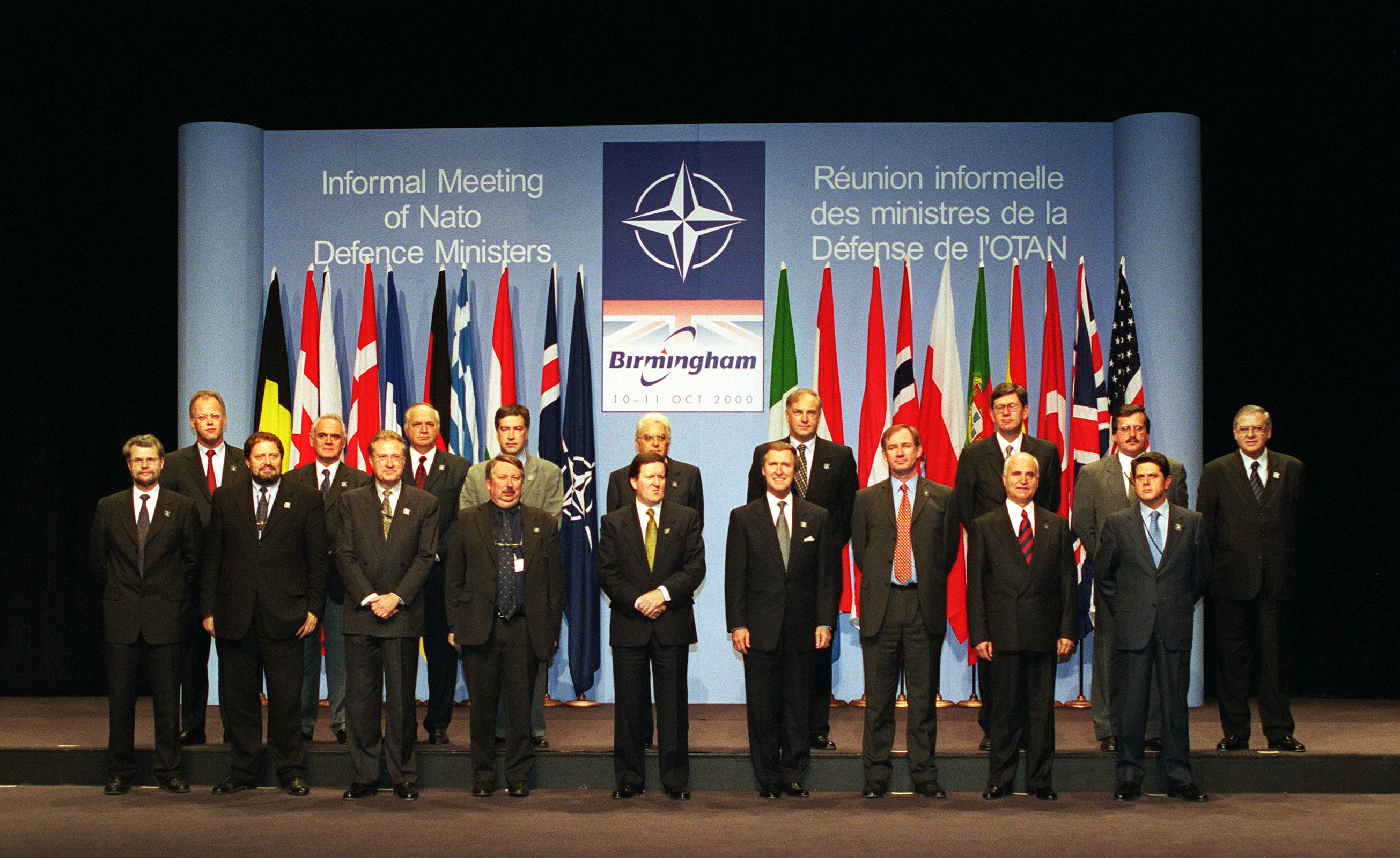
Nyugat-Németország 1955-ben lett a NATO tagja. (Védelmi miniszterek 2000-ben)

Ostpolitik néven híressé vált politika nyitásának. 1999-ben Gerhard Schröder kancellár új alapokra helyezte a német külpolitikát azzal, hogy teljes mértékben részt vett a koszovói háborúval kapcsolatos döntésekben, és azzal, hogy a második világháborút követően első alkalommal német csapatokat küldött külföldre.

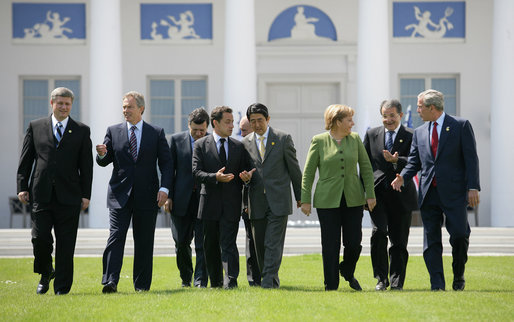
Chancellor Angela Merkel kormányfő a 2007-es heiligendammi G9 csúcs házigazdájaként)

A német és az amerikai kormányok szoros politikai szövetségesek. Ezt az 1948-as Marshall-terv és a két ország közt szorosra font kulturális kapcsolatok alapozták meg, bár Schröder határozottan elutasító álláspontja az iraki háborúval szemben az atlanticizmus végét sugallta, és viszonylag hűvösebb német-amerikai kapcsolatokat. A két ország gazdasági értelemben is függ egymástól: a német export mintegy 8,8 százaléka jut Amerikába, az importjuk mintegy 6.6 százaléka pedig onnan jön. A szoros kapcsolatokat aláhúzza az is, hogy a német amerikaiak változatlanul a legnagyobb etnikai csoporto alkotják az Egyesült Államokban. A Kaiserslautern közelében lévő Ramstein légibázis az amerikai légierõ legnagyobb külföldi támaszpontja.
A segélyezési politika fontos területe a német külpolitikának. A Szövetségi Gazdasági Együttműködési és Fejlesztési Minisztérium alakítja ki, és ügynökségeken keresztül folytatják. It is the world's fourth biggest aid donor after the United States, the United Kingdom and France.

## Közigazgatási beosztása
A német szövetségi állam 16 tagállamból, a tartományokból áll (Länder). Méretben és népességben nagyon különbözőek: vannak köztük nagy területűek (Flächenländer) és városállamok (Stadtstaaten). Közigazgatási célokból öt államot - Baden-Württemberg, Bajorország, Hessen, Észak-Rajna-Vesztfália és Szászország - összesen 22 kormánykerületre (Regierungsbezirke) osztottak fel. 2009-ben Németországot összesen 403 járásra (Kreise) osztották fel. Ezekből 301 a vidéki járás és 102 a városi járás.
| Tartomány                 | Székhelye   | Területe (km²) | Népessége  |
| ------------------------- | ----------- | -------------- | ---------- |
| Baden-Württemberg         | Stuttgart   | 35,752         | 10,717,000 |
| Bajorország               | München     | 70,549         | 12,444,000 |
| Berlin                    | Berlin      | 892            | 3,400,000  |
| Brandenburg               | Potsdam     | 29,477         | 2,568,000  |
| Bréma                     | Bréma       | 404            | 663,000    |
| Hamburg                   | Hamburg     | 755            | 1,735,000  |
| Hessen                    | Wiesbaden   | 21,115         | 6,098,000  |
| Mecklenburg-Elő-Pomeránia | Schwerin    | 23,174         | 1,720,000  |
| Alsó-Szászország          | Hannover    | 47,618         | 8,001,000  |
| Észak-Rajna-Vesztfália    | Düsseldorf  | 34,043         | 18,075,000 |
| Rajna-vidék-Pfalz         | Mainz       | 19,847         | 4,061,000  |
| Saar-vidék                | Saarbrücken | 2,569          | 1,056,000  |
| Szászország               | Drezda      | 18,416         | 4,296,000  |
| Szász-Anhalt              | Magdeburg   | 20,445         | 2,494,000  |
| Schleswig-Holstein        | Kiel        | 15,763         | 2,829,000  |
| Türingia                  | Erfurt      | 16,172         | 2,355,000  |

## Fordítás
Ez a szócikk részben vagy egészben  a   Politics of Germany című angol Wikipédia-szócikk ezen változatának fordításán alapul.  Az eredeti cikk szerkesztőit annak laptörténete sorolja fel. Ez a jelzés csupán a megfogalmazás eredetét és a szerzői jogokat jelzi, nem szolgál a cikkben szereplő információk forrásmegjelöléseként.